# Mathilde van Angoulême
Mathilde van Angoulême (1181 - na 1233) was erfgename van het graafschap Angoulême. Ze behoorde tot het huis Taillefer.

## Levensloop
Mathilde was de dochter en erfgename van graaf Wulgrin III van Angoulême uit diens huwelijk met Elisabeth, dochter van heer Hugo II van Amboise.
Na het overlijden van haar vader in 1181 greep haar oom Willem VII de macht in Angoulême, waarbij hij de erfrechten van de nog minderjarige Mathilde negeerde. Richard Leeuwenhart, hertog van Aquitanië, schaarde zich aan haar zijde en riep zich uit tot de voogd van Mathilde. Toen Willem VII in 1186 overleed, werd hij opgevolgd door zijn jongere broer Adhémar die in 1188 door Richard Leeuwenhart  als graaf van Angoulême erkend werd.
Adhémars dochter Isabella, die hem in 1202 opvolgde als gravin van Angoulême, huwde in 1200 met koning Jan zonder Land van Engeland. Hierdoor verbrak ze haar verloving met heer Hugo IX van Lusignan. Als reactie op deze "bruidroof" huwde Hugo IX kort daarna met Mathilde, om in haar naam aanspraak te maken op Angoulême. Daartoe kwam het echter niet, omdat Hugo in 1214 Isabella en Jan zonder Land formeel erkende als heersers over Angoulême. Na de dood van Jan zonder Land in 1216 huwde Isabella van Angoulême in 1220 met Mathildes stiefzoon Hugo X van Lusignan, zodat het graafschap Angoulême toch nog in handen kwam van het huis Lusignan. Uiteindelijk kwamen Mathilde en Isabella in 1233 tot een akkoord, waarbij Mathilde haar aanspraken op Angoulême opgaf. Over haar verdere leven is niets bekend.